# سفارة العراق في النرويج
سفارة العراق في النرويج هي أرفع تمثيل دبلوماسي لدولة العراق لدى النرويج. تقع السفارة في العاصمة أوسلو وهي تهدف لتعزيز المصالح العراقية في النرويج. السفير الحالي هو شاكر قاسم مهدي الخفاف

## وصلات خارجية
- قائمة سفارات العراق
- قائمة السفارات في النرويج